# Мъркюри-Скаут 1

## Цели
Мисията Мъркюри-Скаут 1 (МS-1) (на английски: Mercury-Scout 1) e подпрограма от програма „Мъркюри“. Тази мисия е предназначена за проверка на станциите за проследяване, обезпечаващи пилотираните космически полети по програма „Мъркюри“. Подпрограмата предвижда извеждане на околоземна орбита на малки спътници имитиращи космическия кораб. По този начин ще бъде извършена проверка и оценка на глобалната мрежа за проследяване Мъркюри (на английски: Mercury Tracking Network или съкр. MTN) и тренировка на наземния персонал в рамките на подготовката за осъществяване на пилотирани орбитални мисии. Стартът на Мъркюри-Скаут 1 на 1 ноември 1961 г. е неуспешен – спътникът не достига орбита и подпрограмата е закрита. Още повече, преди тази мисия е осъществен първия орбитален непилотиран полет на МА-4, а 28 дни след неуспешния старт лети MA-5 с шимпанзето Енос на борда. Тези две много успешни мисии са счетени за достатъчни за теста на MTN и следващите полети по тази подпрограма се оказват ненужни.

## Летателни апарати
- Ракета – носител Блу Скаут ІІ;
- Комуникационен сателит S-1 с маса 67,5 кг. Електронното оборудване на спътника се състои от два командни приемника, два радиолокационни маяка за автоматично съпровождане, два предавателя за телеметрични данни, два радиомаяка в S- и C-диапазона и антени. Цялата електроника е захранвана от акумулаторна батерия с капацитет 1500 W/h. Тя обезпечава работата на бордовата електроника в рамките на 18,5 часа.

## Полетът
Мъркюри-Скаут 1 (МS-1) стартира на 1 ноември 1961 г. в 15:32:00 UTC от стартовия комплекс LC-18B в Кейп Канаверал, Флорида. След успешния старт ракетата – носител започва да губи устойчивост и след 28 сек. първата степен се взривява. Останалите три степени са унищожени на 44 сек. от полета по команда от Центъра за управление, след като става ясно, че спътникът Scout 1 (на български: Разузнавач или съкр. S-1) няма да достигне желаните параметри на орбитата си.